# Тренчкот

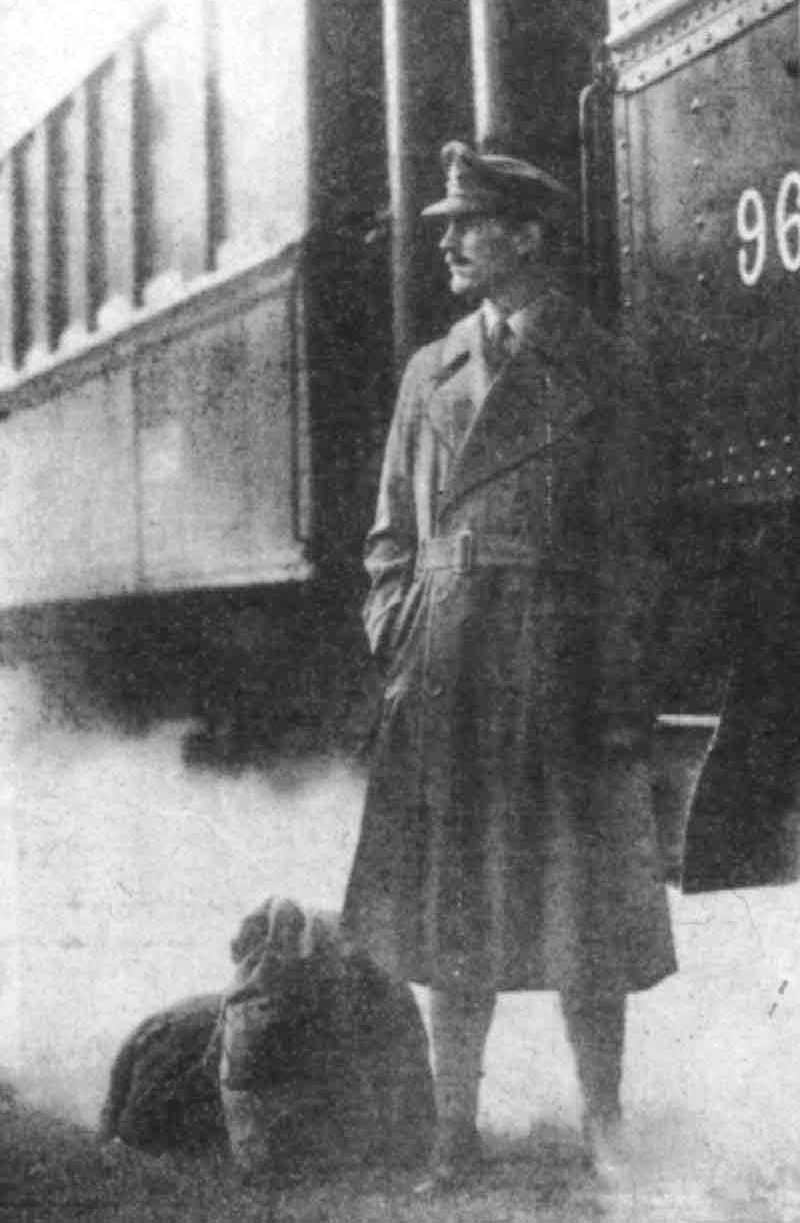
Британський офіцер у роки Першої світової війни

Тренчкот (англ. trench coat, досл. «траншейне пальто»), також тренч — модель дощового плаща з незмінними атрибутами: двобортний, з погонами і відкладним коміром, манжетами, кокеткою, поясом і розрізом ззаду. Зазвичай тренч виконаний з водонепроникного матеріалу — вовняної чи бавовняної матерії з водонепроникним просоченням, іноді шкіри.

## Історія
Перші плащі з прогумованого матеріалу були випущені в 1823 році після того, як шотландський хімік Чарльз Макінтош запатентував своє випадкове відкриття — плащ Макінтош. Тренчкот з'явився в 1901 році як легша альтернатива саржевим шинелям британських солдатів у роки Першої світової війни. Модель плаща була створена господарем габардинової фабрики Томасом Берберрі (Burberry), який був постачальником верхнього одягу для британської армії, і спочатку призначалася тільки для піхоти. Солдати-фронтовики прозвали плащ «траншейним пальто» (англ. trench coat). Багато ветеранів продовжували носити тренчкот і після війни, плащ ставав все популярнішим.

## Сучасний жіночий тренчкот
Під час Другої світової війни також офіцери стали носити тренчкот в погану погоду. Інші країни, в першу чергу США і Радянський Союз, стали одягати своїх солдатів і офіцерів в укорочені і модифіковані тренчкоти. Менша довжина дозволяла залишатися їм рухливішими.
Після війни тренчкот завойовував все більше уваги перш за все в середовищі ділових людей — він дозволяв виглядати респектабельно. Багато акторів і герої коміксів носили тренчі, роблячи їх ще популярнішими. Також з'являється жіночий варіант тренчкот, зберігає оригінальний крій.